# Dominik Eulberg
Dominik Eulberg (Westerwald, 1978) è un musicista, disc jockey produttore tedesco. Ha pubblicato numerosi album e singoli per etichette come Cocoon Recordings e Traum Schallplatten.

## Biografia
Dominik Eulberg nasce nel 1978 a Westerwald in Germania dove è cresciuto. La passione di Eulberg per la musica elettronica inizia molto presto e lo show radiofonico "Clubnights” condotto da Sven Väth fu una grossa influenza per lui. All'età di 15 anni inizia ad imparare l'arte del mixaggio. Ha studiato ecologia a Bonn. Vive a stretto contatto con la natura in un piccolo paesino al limitare della foresta del Westerwald e lavora occasionalmente come guardia forestale in alcuni parchi nazionali tedeschi, un'occupazione che Eulberg pensa di svolgere a tempo pieno una volta ritirato dalla scena musicale. È appassionato di ornitologia.

## Carriera
Iniziò a produrre musica nel 1993. Le sue prime pubblicazioni apparvero per le etichette Ware e Raum Music, con base a Francoforte.
Poco dopo incontrò Riley Reinhold e Jaqueline Klein, grazie ai quali nacque una collaborazione con le etichette Traum Schallplatten e Trapez. Poco dopo , il 30 settembre 2004, pubblicherà il suo primo album "Flora & Fauna" per Traum Schallplatten. All'interno della scena musicale Eulberg è considerato anche per i suoi remix, tra i quali si possono annoverare pezzi di DJ Hell, Roman Flügel, Le Dust Sucker, Tiefschwarz, Einmusik e Nathan Fake.

## Sonorità
La musica di Eulberg è influenzata, per sua stessa ammissione, dalla natura. I suoi pezzi riproducono un repertorio di sonorità riconducibili alla flora ed alla fauna, come il cinguettio degli uccelli e il fruscio del vento tra gli alberi.

## Riconoscimenti
Nel 2004 il magazine The Groove lo ha eletto rivelazione dell'anno e terzo miglior produttore. Il suo primo album “Flora and Fauna” si classificò terzo in un sondaggio condotto tra i propri lettori dal magazine tedesco Raveline, mentre su The Groove e De:Bug raggiunse la quinta posizione. Eulberg ha inoltre ricevuto una nomination al Dance Music Award tedesco nelle categorie “Best Remix” e “Best Newcomer”.
Nel 2005 sempre The Groove lo ha eletto produttore dell'anno e terzo miglior DJ a livello nazionale. Inoltre, cinque dei suoi remix sono apparsi nella top 20 nelle classifiche annuali nazionali. Fu votato seconda migliore rivelazione e remixer da Raveline. Inoltre, fu nominato quarto miglior artista e quinto DJ nazionale.
Nel 2006 Eulberg è stato nuovamente nominato al Dance Music Awards tedesco nelle categorie "Best Producer" e “Best Remix".

## Discografia

### Album
- Spülsaum (Traumschallplatten)
- Diorama (Traumschallplatten)
- Bionik (Cocoon (Intergroove))
- Heimische Gefilde (Traumschallplatten)
- Flora & Fauna LP (Traumschallplatten)

### Mix-CD
- Kreucht & Fleucht (Mischwald)

### Singoli
- Bionik (Cocoon)
- Der Buchdrucker (Traumschallplatten)
- Dominik Eulberg & Gabriel Ananda - Harzer Roller (Traum)
- Eine kleine Schmetterlings-Hommage (Traum)
- Flora & Fauna Remixe Pt.1 (André Kraml, Justin Maxwell) (Traum)
- Flora & Fauna Remixe Pt.2 (Remute, Hrdvsion, Adam Kroll) (Traum)
- Die Wildschweinsuhle (Raum...Musik)
- Potzblitz & Donnerwetter (Cocoon)
- Die Rohrdommel und der Wachtelkönig im Schachtelhalmlabyrinth (Traum)
- Rotbauchunken Remixe (Tobi Neumann, Robag Wruhme) (Traum)
- Airburst (Raum...Musik)
- Gasthof "Zum satten Bass" (Trapez ltd)
- Basstölpel (incl. Robag Wruhme Remix) (Raum...Musik)
- Tigerkralle (incl. Gabriel Ananda Remix) (Sniper)
- 3 Viertel Pfund Unendlichkeit (Trapez ltd.)
- Die Rotbauchunken vom Tegernsee (Traumschallplatten)
- Dominik Eulberg feat. Wolfgang Thums – Mabuse (Ware)
- Der Hecht im Karpfenteich (Traumschallplatten)
- Dominik Eulberg feat. Wolfgang Thums – Knock out (Ware)
- Nebelfahrt (Ware)
- Marilyn (Raum...Musik)
- Ibsy Illitron (incl. Ze Mig L., Marc Tall Remixes) (Sniper)
- Morning Maniac Music (Sniper)
- Domstone - Dancefloorkilla (Sniper)
- Dom - Pangäa (Sniper)

### Remix
- DJ Hell - Follow you (Dominik Eulberg Remix) (Gigolo)
- Nathan Fake - Dinamo (Dominik Eulberg Remix) (Traum)
- Oliver Koletzki - Mückenschwarm (Dominik Eulberg Remix) (Cocoon)
- Shane Berry - Filteret 2 (Dominik Eulberg Remix) (Trapez)
- Pier Bucci - L'Nuit (Dominik Eulberg Remix) (Crosstown Rebels)
- Gabriel Ananda - Ihre persönliche Glücksmelodie (Dominik Eulberg Remix) (Kamarouge)
- Sweet n Candy - Tacky wake up (Dominik Eulberg Remix) (Raum...Musik)
- Steve Barnes - Cosmic Sandwich (Dominik Eulberg Remix) (MBF)
- Tiefschwarz - Issst (Dominik Eulberg Remix) (Fine)
- Einmusik - Jittery Heritage (Dominik Eulberg Remix) (Italic & Virgin)
- Le Dust Sucker - Mean Boy (Dominik Eulberg Remix) (Plong!)
- Roman Flügel - Geht's noch? (Dominik Eulberg Remix) (Cocoon)
- Dirt Crew - Largo (Dominik Eulberg Remix) (Dirt Crew Rec)
- Ozy - Lingo (Dominik Eulberg Remix) (Trapez)
- Rone - Parade (Dominik Eulberg Remix)